# Stefan Gertel
Stefan Gertel (* 12. Mai 1960 in Worms) ist ein ehemaliger deutscher Boxer.
Er ist der ältere Bruder des Boxers Helmut Gertel.

## Boxkarriere
Die Brüder Gertel begannen bei der TG Worms mit dem Boxsport und wechselten 1984 zu CSC Frankfurt, mit dem sie 1985, 1988 und 1990 Deutscher Mannschaftsmeister wurden. Stefan Gertel wurde darüber hinaus 1977 und 1978 Deutscher Juniorenmeister, sowie achtfacher Deutscher Meister bei den Erwachsenen; 1978 im Halbfliegengewicht, 1979 im Fliegengewicht, 1980–1983 im Bantamgewicht, sowie 1985 und 1988 im Federgewicht. Zudem bestritt er 44 Kämpfe für die Nationalmannschaft.
Er war jeweils Silbermedaillengewinner der Militär-Weltmeisterschaften der CISM 1981 in Camp Lejeune und 1983 in Bangkok, sowie Bronzemedaillengewinner im Bantamgewicht bei der Europameisterschaft 1981 in Tampere, nachdem er im Halbfinale gegen den Jugoslawen Sami Buzoli ausgeschieden war. Diesem unterlag er auch im Achtelfinale bei der Weltmeisterschaft 1982 in München. Weiters war er Teilnehmer der Europameisterschaften 1979 in Köln und 1983 in Warna.
Bei den Olympischen Spielen 1984 in Los Angeles verlor er in der Bantamgewichts-Vorrunde gegen den Franzosen Louis Gomis.